# Psammoecus felix
Psammoecus felix es una especie de coleóptero de la familia Silvanidae.

## Distribución geográfica
Habita en Sri Lanka.